# Mark McDonald
Mark McDonald MSC (Watertown, 22 de julho de 1942 — Center Valley, 2 de abril de 2018) foi sacerdote católico estadunidense. Era filiado à Congregação dos Missionários do Sagrado Coração, da qual foi superior geral entre 2005 e 2017.

## Biografia
Nasceu em Watertown, Nova Iorque, Estados Unidos, em 22 de julho de 1942, filho de Anna Murrock e James Donald McDonald. Frequentou a escola paroquial Holy Family por um ano e então transferido para a escola paroquial Sacred Heart, ambas em sua cidade natal, tendo se graduado na última em 1955. Ele então entrou na Academia Immaculate Heart em Watertown, onde completou sua educação secundária em 1959.
Depois de dois anos na Universidade Saint Bonaventure em Allegany, Nova Iorque, entrou no noviciado dos Missionários do Sagrado Coração em Arthabaska, Quebec, Canadá, em 1961, professando seus primeiros votos em 1962. Completou sua educação superior na Universidade Laval, em Quebec, em 1964, recebendo o grau de bacharel em Filosofia. Para seus estudos teológicos, Pe. Mark foi enviado para o Angelicum em Roma, Itália, onde fez seus votos perpétuos em 1965, e alcançou o bacharelado e a licenciatura em Teologia, a última em 1968.
Pe. Mark foi ordenado sacerdote por imposição das mãos de Dom Thomas Andrew Donnellan, recém-nomeado arcebispo de Atlanta, em Watertown, em 29 de junho de 1968. Até 1976, foi prefeito do seminário menor da congregação e professor na escola secundária Immaculate Heart em Watertown. De 1972 a 1976, foi vice-diretor da última. De 1976 a 1983, foi diretor do centro MSC em Shelby, Ohio. De 1968 a 1983, foi diretor da Arquiconfraria de Nossa Senhora do Sagrado Coração (hoje conhecida como Liga de Nossa Senhora do Sagrado Coração).
Em 1983, Pe. Mark foi enviado para uma missão estrangeira da província estadunidense da congregação na Colômbia. Em 1984, tornou-se diretor de formação dos Missionários do Sagrado Coração em Bogotá e, em 1985, superior seccional da Colômbia, cargo que exerceu até 1991. Nesse ano, foi eleito superior da província dos Estados Unidos dos Missionários do Sagrado Coração, e reeleito para um segundo mandato em setembro de 1994, residindo em Aurora, Illinois. Pe. Mark foi também administrador da Igreja de São José em Elgin entre dezembro de 1993 e o outono de 1994. Terminado seu mandato como superior provincial, foi nomeado pároco da Paróquia Nossa Senhora do Sagrado Coração em Watertown, de 1 de setembro de 1997 a janeiro de 1999.
Em 1999, Pe. Mark foi nomeado diretor do Centro Internacional Cor Novum — centro de retiro e renovação dos Missionários do Sagrado Coração — em Issoudun, França. Em 13 de setembro de 2005, foi eleito superior geral dos Missionários do Sagrado Coração e exerceu esse cargo até setembro de 2017. Em fevereiro de 2018, retornou para os Estados Unidos e estabeleceu residência na Sacred Heart Villa em Center Valley, Pensilvânia.
Foi secretário geral em quatro capítulos gerais da congregação dos Missionários do Sagrado Coração: em 1969, 1975, 1981 e 1987. Era fluente em inglês, espanhol, francês e italiano.
Seu corpo foi encontrado em seu leito por um confrade na manhã de 2 de abril de 2018. Seis dias depois, uma missa de corpo presente foi celebrada na Igreja de Nossa Senhora do Sagrado Coração em Watertown e, no dia seguinte, o sepultamento ocorreu no cemitério Calvary.